# Kružno
Kružno (in ungherese: Kruzsnó) è un comune della Slovacchia facente parte del distretto di Rimavská Sobota, nella regione di Banská Bystrica.